# Ludwig Pollak
Ludwig Pollak (14. září 1868 Praha – po 18. říjnu 1943 Osvětim) byl český klasický archeolog, obchodník a sběratel umění, od roku 1904 žijící v Itálii, ředitel muzea v Římě. Působil v Praze, Vídni a v Itálii.

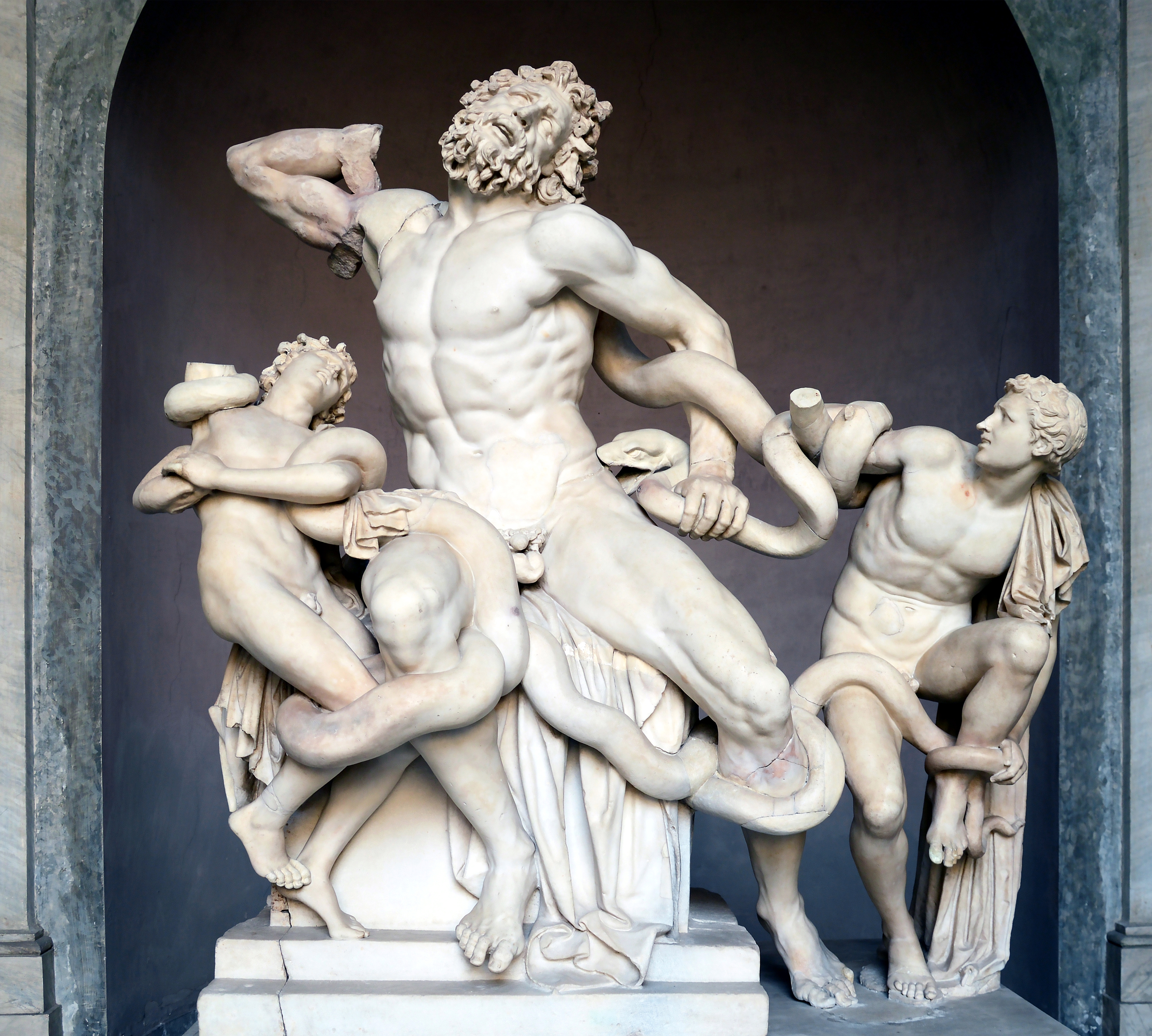
Sousoší Láokoona: ohnutou pravou paži objevil Pollak, do roku 1957 byl místo ní Michelangelův doplněk paže natažené

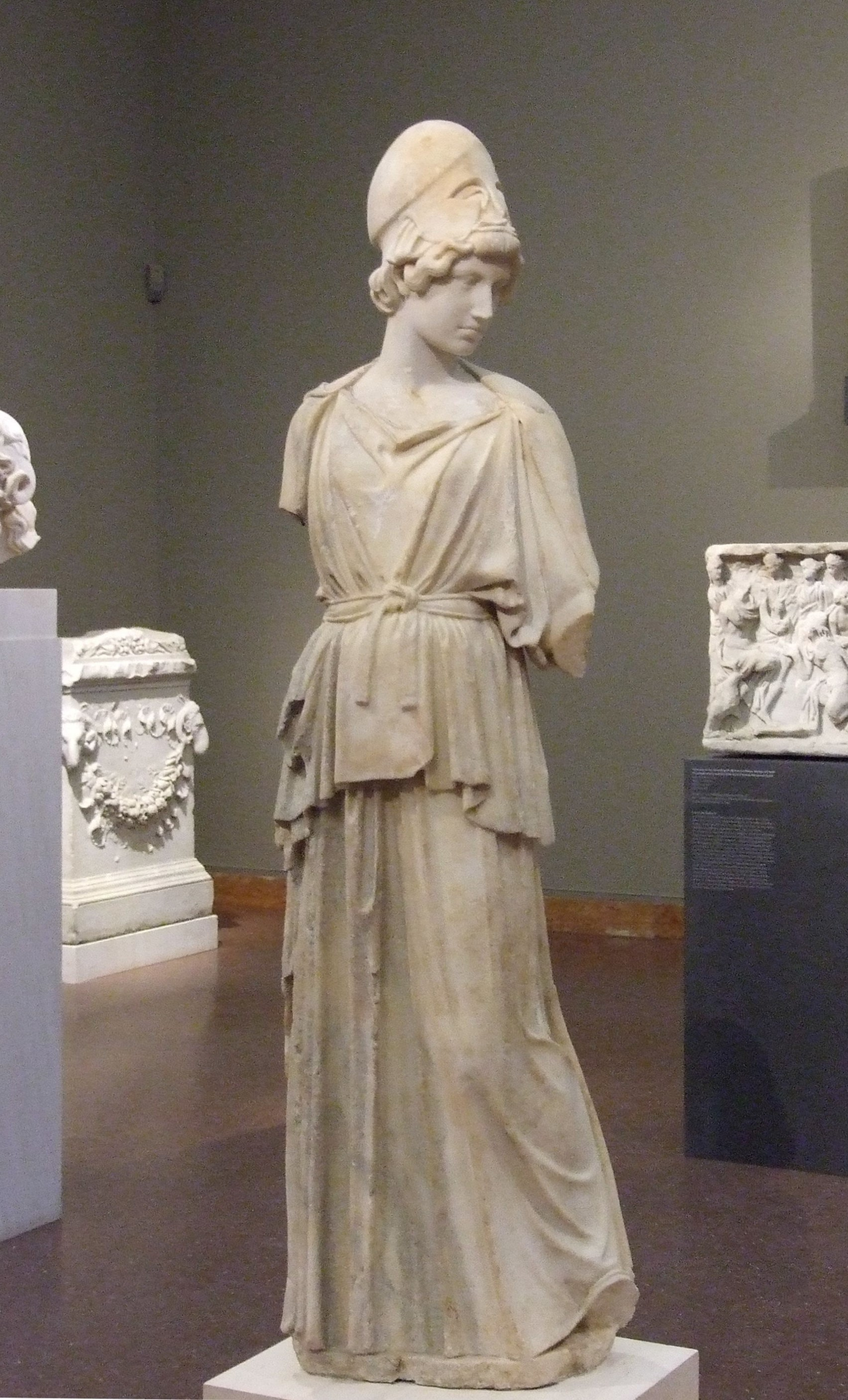
Pallas Athéna, kopie Myrónovy řecké sochy, Liebieghaus, Frankfurt nad Mohanem

## Život

### Mládí a studia
Pocházel z pražského Josefova, narodil se na Kozím náměstí jako nejmladší ze čtyř dětí v židovské rodině obchodníka Abrahama Pollaka a jeho manželky Karolíny rozené Schlosserové. jeho otec obchodoval ve velkém s vlnou a kůžemi.
Od roku 1888 studoval práva na Karlo-Ferdinandově univerzitě v Praze, roku 1889 přestoupil na filozofickou fakultu, na obor klasická archeologie a dějiny umění, kde studoval u prof. Wilhelma Kleina. Od roku 1891 přešel na univerzitu do Vídně k profesorům Otto Benndorfovi a Eugenu Bormannovi. 20. května 1893 tam obhájil doktorát. Během studií byl v Praze na praxi u sběratele Fritze Donebauera, za katalogizaci jeho sbírky autogramů dostal svůj první sběratelský předmět, Goethův autogram, později vlastnil sbírku 40 autogramů a dva prameny Goethových vlasů, a stal se mj. goethovským badatelem. V letech 1893-1894 podnikl s rakouským státním stipendiem studijní cestu do Řecka a Itálie.

### Obchodník s uměním
V únoru 1895 se poprvé představil v Římě jako soukromý učenec a obchodník s uměním. V roce 1898 se stal dopisujícím členem Německého archeologického ústavu a v roce 1901 Rakouského archeologického ústavu. V roce 1900 cestoval do Egypta, Sýrie a Malé Asie. V roce 1902 se oženil s Margaretou (Gretou) von Bronneck (1878-1915), s níž roku 1903 opustil Prahu a žili v Římě v Palazzo Bacchettoni na Via del Tritone 183. Měli děti Wolfganga (* 1902), Angelinu (* 1905) a Zuzanu (* 1910).
V roce 1904 se stal čestným kustodem nově zřízeného římského muzea antických starožitností Museo Barracco, které otevřel Giovanni Barracco († 1912), italský politik, sběratel a mecenáš umění.
V roce 1905 Pollak objevil, identifikoval a zakoupil v Římě v obchodě s mramorem chybějící pravou paži antického sousoší Láokoón a jeho synové z Vatikánských muzeí. Svou rekonstrukci také ihned publikoval. Definitivního důkazu o její autenticitě se však nedožil, ten restaurátoři podali až při rekonstrukci sousoší v roce 1957, když sňali Michelangelův přídavek paže natažené.
Pollak byl ovšem za svůj objev papežskou konzistoří oceněn a jmenován Komturem papežského řádu svatého Řehoře Velikého. Brzy se stal se celoevropsky uznávanou kapacitou svého oboru.
Během první světové války Pollak ovdověl a jako cizí státní příslušník musel Itálii opustit, vrátil se v květnu 1919.
Podruhé se Ludwig Pollak oženil roku 1921 s Julií Süssmannovou, s níž od roku 1927 žil v Římě v Palazzo Odescalchi na Piazza Santi Apostoli 77.
Prostřednictvím Pollakova obchodu bylo do světových sbírek získáno několik cenných antických soch, například římská kopie antické řecké sochy Stojící Pallas Athéna od Myróna pro Liebieghaus ve Frankfurtu nad Mohanem, socha boha Herma do Ny Carlsberg Glyptotéky v Kodani či Zraněný válečník do Metropolitního muzea umění v New Yorku. Udržoval četné společenské styky, od dob svého vídeňského studia se přátelil například se Sigmundem Freudem.

### Stáří a smrt
V roce 1934 nacisté z antisemitských důvodů vyměnili ředitele Knihovny Hertziany, a Leo Bruhns tam roku 1935 zakázal Pollakovi vstup. Pollak marně argumentoval židovskými tradicemi Říma a sponzorstvím Henrietty Hertzové. 16. října 1943 byli deportováni do Osvětimi všichni římští Židé, včetně Ludwiga Pollaka a jeho rodiny. Údajně mu Vatikán nabídl útočiště, ale on odmítl. Pollak a jeho rodina odjeli transportem z nádraží Řím-Tiburtina 18. října. V Osvětimi lékař koncentračního tábora Josef Mengele vybral k práci jen 184 práceschopných lidí, ostatních 839 lidí bylo okamžitě posláno do plynových komor. 75letý Pollak patřil pravděpodobně mezi první oběti, přesná evidence o datu jeho úmrtí chybí.

## Pozůstalost
Pollakovu pozůstalost včetně uměleckých děl, 2000 knih a sbírku autogramů darovala v letech 1951-1958 jeho švagrová Margarete Süssmann Nicod († 1966) městu Řím, které ji uložilo v knihovně Muzea antické plastiky Barracco. Profesní kariéru Ludwiga Pollaka, jeho sběratelské a badatelské dílo zhodnotila teprve v roce 2019 velká výstava s vědeckým katalogem Ludwig Pollak archeologo e mercante d’arte (Praga 1868 – Auschwitz 1943), uspořádaná Muzeem baracco ve spolupráci s římským Židovským muzeem a několika světovými institucemi, bez české účasti.